# Maria Domènech Perich
María Domènech Perich (Bañolas, 24 de diciembre de 1913-1997) fue una modista y activista española, dirigente del Partido Socialista Unificado de Cataluña (PSUC), y miembro de la Unión de Mujeres de Cataluña y de Socorro Rojo.

## Trayectoria
Nacida en la provincia de Gerona, era la hija mayor de Dolores Perich Serra, de Flassá y de Bartolomé Doménech Figueres, de San Esteban de Llémena. Sus hermanos se llamaban Teresa, Carmelita, Consuelo, Luis y Joaquín. La familia se instaló en Bañolas, donde el padre trabajó como herrero, dedicándose más tarde al sector del transporte. 
Cuando estalló la guerra civil española, su hermano Luis se enroló en el ejército, luchando en las batallas de Teruel y de Guadalajara. Su hermano Joaquim fue movilizado con la leva del Biberón y combatió en las batallas del Segre y del Ebro, donde cayó herido. Ella y sus hermanas, junto con otras chicas bañolinas, militaron en la Unión de Mujeres Antifascistas, una organización del Partido Socialista Unificado de Cataluña (PSUC) que, entre otras actividades, cosían y buscaban ropa para los soldados del frente, ayudaban a los refugiados y visitaban a los heridos en el frente. Maria Domènech, la más politizada, se convirtió en la presidenta del sector femenino de la Joventut Socialista Unificada de Catalunya (JSUC) y secretaria local del movimiento Socorro Rojo. El 6 de mayo de 1938, fue elegida concejala del Área de Cultura y Asistencia Social del Ayuntamiento de Bañolas. 
Después de la derrota del bando republicano, sus hermanas Teresa y Carmelita se exiliaron en Francia, siendo internadas en el Campo de concentración de Argelès-sur-Mer. Luis, el mayor, fue encarcelado y después obligado a realizar el servicio militar. Joaquín, el pequeño, fue detenido, internado en varios campos de concentración y enviado a Marruecos en un batallón disciplinario de trabajadores. 
Maria Domènech se dirigió a Perpiñán y entró en contacto con el militante comunista Joaquim Olaso, responsable del PSUC en el exilio que le encargó reorganizar el partido en algunos pueblos importantes. En junio de 1939, regresó clandestinamente a Cataluña para conectar con Joan Llansó, Enric Font y otros militantes que se habían quedado en Besalú, Figueras y Castellón de Ampurias. La reorganización avanzó lentamente, impulsada por Otilio Alba Polo y Alejandro Matos Juli, un madrileño que había creado una pequeña infraestructura en Barcelona. Muy pronto, Domènech fue descubierta, detenida y enviada a la cárcel de Figueras. Poco después, fueron detenidos el  resto de militantes relacionados con ese caso, entre ellos su padre, que también fue encarcelado. Trasladados e interrogados a Barcelona, Alejandro Matos fue torturado y muerto cuando intentaba huir de la comisaría de Via Laietana. Maria Domenech resistió las torturas y fue enviada a la Cárcel de mujeres de Les Corts.
El 20 de marzo de 1941 tuvo lugar el consejo de guerra contra cincuenta y dos acusados; trece eran mujeres entre las que estaban Soledad Real López, Clara Pueyo Jornet, Teresa Hernández Sagués, Isabel Vicente García y Maria Enriqueta Montoro Bravo. El Tribunal solicitó cinco penas de muerte (tres fueron conmutadas) y varias penas de prisión. Los militantes Otilio Alba Polo y Tomás Pons Albesa fueron condenados a muerte y fusilados. Maria Domènech fue condenada a treinta años, de los que cumplió casi catorce en la cárcel de Les Corts. A finales de octubre de 1954 obtuvo la libertad condicional y permaneció en Barcelona trabajando en un centro de rehabilitación de mujeres. Después  de jubilarse, regresó a Bañolas, donde murió en 1997.

## Reconocimiento y memoria
El 27 de marzo de 2000, el pleno del Ayuntamiento de Bañolas, en reconocimiento a su trayectoria política, acordó dar su nombre a una calle de la ciudad. Posteriormente, se le han dedicado varios estudios y actos de recuerdo.